# Otto Warburg (botanico)
Otto Warburg (Amburgo, 20 luglio 1859 – Berlino, 1º ottobre 1938) è stato un botanico tedesco.
Esperto di agricoltura industriale, Warburg è noto anche per essere stato membro molto attivo della organizzazione sionista mondiale, operante a favore della costituzione dello Stato di Israele, di cui fu eletto presidente al decimo Congresso mondiale sionista, tenutosi a Basilea nel 1911. Ricoprì tale carica fino al 1921.